# Lijst van afleveringen van Smeris
Dit is een lijst met afleveringen van de Nederlandse televisieserie Smeris.

## Serieoverzicht
| Seizoen | Afleveringen | Uitgezonden                       |
| ------- | ------------ | --------------------------------- |
| 1       | 10           | 17 maart 2014 – 19 mei 2014       |
| 2       | 10           | 29 maart 2015 – 31 mei 2015       |
| 3       | 10           | 22 januari 2017 – 2 april 2017    |
| 4       | 10           | 14 januari 2018 – 18 maart 2018   |
| 5       | 3            | 19 januari 2020 – 2 februari 2020 |

## Afleveringen

### Seizoen 1: afl. 1 t/m 10 (2014)
| Afl. | Titel                   | Regisseur     | Schrijver(s)                                                            | Datum         | Kijkcijfers |
| --- | ----------------------- | ------------- | ----------------------------------------------------------------------- | ------------- | ----------- |
| 1 | Losse Handjes           | David Lammers | Michael Leendertse & Simon de Waal                                      | 17 maart 2014 | 869.000     |
| Rechercheur Theo Kamp wordt overgeplaatst naar het Hennep-rooiteam omdat hij zich niet kon beheersen toen er een conflict ontstond tussen hem en een topcrimineel. Kamp is een bedreiging voor het team en wordt een collega van Willem Niessen die daar in het begin niet zo blij mee is. Zonder enig overleg gaat rechercheur Kamp verder op eigen houtje wat hem in de problemen brengt tijdens een schietpartij. |                         |               |                                                                         |               |             |
| 2 | Natte drone             | David Lammers | Michael Leendertse & Simon de Waal                                      | 24 maart 2014 | 909.000     |
| Bij een nachtelijke schietpartij zijn enkele gewonden gevallen. Een crimineel is echter op de vlucht geslagen. Kamp en Niessen mogen zelf niet achter deze criminelen aan gaan en moeten het overlaten aan hun collega's. Marcel Verweij neemt daarbij het werk van Theo Kamp uit handen. |                         |               |                                                                         |               |             |
| 3 | Goochelen               | David Lammers | Michael Leendertse, Marc Linssen, Thomas van der Ree & Chris Westendorp | 31 maart 2014 | 688.000     |
| Hans Verolmen is getuige van een schietpartij en wordt bij het ziekenhuis dood gevonden. Binnen bevalt op dat moment zijn vrouw, Donna, van een kind. Theo Kamp en Willem Niessen hebben de taak gekregen om Donna te beschermen tegen de criminelen die achter de dood van Hans zaten. |                         |               |                                                                         |               |             |
| 4 | Boobie                  | David Lammers | Michael Leendertse & Thomas van der Ree                                 | 7 april 2014  | 737.000     |
| Theo Kamp en Willem Niessen denken dat ze een mol hebben op het politiebureau en verdenken officier van justitie Jozias Blok. Kamp en Niessen kunnen hiervoor geen bewijs krijgen en zoeken dit samen tot op de bodem uit. De criminelen bereiden het plan voor. |                         |               |                                                                         |               |             |
| 5 | Oktoberfest             | Erik de Bruyn | Michael Leendertse, Marc Linssen & Roeland Linssen                      | 14 april 2014 | 743.000     |
| Willem Niessen wordt aangesproken door OVJ Jozias Blok. Blok wil dat Willem Theo gaat ontmaskeren als de mol. Willem regelt een etentje met Theo en draagt ondertussen een zender. Theo ontdekt wie de echte mol blijkt te zijn. |                         |               |                                                                         |               |             |
| 6 | Don't Bogart That Joint | Erik de Bruyn | Michael Leendertse                                                      | 21 april 2014 | 424.000     |
| Theo en Willem komen te weten dat Maartje al die tijd de mol bleek te zijn en krijgen ook te horen dat Leon Duinkerk hier meer mee te maken heeft. Via Maartje proberen ze Leon Duinkerk in de val te laten lopen en hem te arresteren. Lukt het Maartje om bij Leon Duinkerk verhaal te halen? Willem schiet in noodweer Emiel Faassen neer waarbij deze overlijdt. |                         |               |                                                                         |               |             |
| 7 | Pannenkoek              | Erik de Bruyn | Michael Leendertse & Simon de Waal                                      | 28 april 2014 | 577.000     |
| Theo was getuige van het schietincident tussen Willem en Emiel Faassen. Willem probeert Marcel ervan te overtuigen dat het op dat moment noodweer was en dat hij niet anders kon. Tessa denkt dat Willem het expres deed en wil niks meer met hem te maken hebben. In het slot van de aflevering worden Tessa en Gaby Faassen ontvoerd door een stel criminelen. |                         |               |                                                                         |               |             |
| 8 | Glow in the Dark        | David Lammers | Michael Leendertse & Simon de Waal                                      | 5 mei 2014    | 494.000     |
| Willem is alleen bezig met de ontvoering van Tessa en doet er alles aan om haar levend terug te krijgen. Mick Faassen biedt aan Willem en Theo te helpen om Tessa en Gaby terug te krijgen. De criminelen eisen 35 miljoen euro losgeld. Theo en Willem zoeken hulp bij Freddy van Nuenen. |                         |               |                                                                         |               |             |
| 9 | Op glad ijs             | David Lammers | Michael Leendertse & Simon de Waal                                      | 12 mei 2014   | 417.000     |
| Theo en Willem denken het geld te krijgen van Leon Duinkerk en gebruiken hiervoor Maartje. Als Maartje het voor elkaar krijgt om Leon Duinkerk te krijgen op de plaats delict, loopt dit uit tot een schietpartij waardoor Theo en Willem bijna geraakt worden terwijl ze in de auto zitten. Maartje weet Leon uit te schakelen en krijgt daarna nog een paar schoten van Theo wanneer Maartje wordt bedreigd met een vuurwapen. |                         |               |                                                                         |               |             |
| 10 | Cowboys                 | David Lammers | Michael Leendertse & Simon de Waal                                      | 19 mei 2014   | 444.000     |
| Willem heeft geen andere keuze dan de 35 miljoen te geven aan Freddy van Nuenen om daarbij Tessa vrij te kopen. Theo is niet van plan om Freddy hiermee weg te laten komen en brengt hem op een andere plek waar Theo een plan heeft bedacht. Mick Faassen komt op dat moment binnen en eist een verklaring van Freddy waarbij hij een kogel laat afgaan. Theo denkt dat hiermee alles is opgelost maar wordt in zijn eigen huis nog eens neergeschoten door een huurmoordenaar. Willem heeft in zijn achtertuin de 35 miljoen verstopt zodat niemand weet waar het geld ligt. |                         |               |                                                                         |               |             |

### Seizoen 2: afl. 11 t/m 20 (2015)
| Afl. | Titel                 | Regisseur             | Schrijver(s)       | Datum         | Kijkcijfers |
| --- | --------------------- | --------------------- | ------------------ | ------------- | ----------- |
| 11 | Waarheen leidt de weg | David Lammers         | Michael Leendertse | 29 maart 2015 | 821.000     |
| Theo Kamp wordt met spoed naar het ziekenhuis vervoerd als hij is neergeschoten door een huurmoordenaar. Het blijkt dat Theo zelfs in het ziekenhuis niet veilig is wanneer Nicolai Achmatov Theo alsnog wil vermoorden. Robert Kamp, de vader van Theo, wil de 35 miljoen hebben en wil dat Willem Niessen het geld aan hem aflevert. In dit geval is Theo dit zelf van plan en vertrekt per taxi naar Amsterdam. |                       |                       |                    |               |             |
| 12 | Bad Trip              | David Lammers         | Michael Leendertse | 5 april 2015  | 729.000     |
| Theo en Willem krijgen te maken met huurmoordenaar Nicolai Achmatov. In een darkroom in Amsterdam probeert Theo Nicolai te arresteren, maar wordt dan zelf te grazen genomen en vlucht daarna de darkroom uit. Willem probeert hem te achtervolgen, maar Achmatov is spoorloos verdwenen. Officier van Justitie David de Maas krijgt een telefoontje van Guy Moliers om te praten over IJmuiden. Op de boot van Theo krijgen Theo en Willem onverwachts bezoek van Maartje. |                       |                       |                    |               |             |
| 13 | Het zwarte gat        | David Lammers         | Michael Leendertse | 12 april 2015 | 854.000     |
| Willem begint als nieuwe rechercheur bij het Amsterdamse politiekorps en wordt meteen verdacht van betrokkenheid. Theo wil intussen weten waar het wapen van Nicolai Achmatov is gekocht en gaat samen met Maartje op pad. De vrouw waar Theo en Maartje heen gaan blijkt toch niet te vertrouwen waardoor ze op de vlucht moeten slaan voor twee rechercheurs die door haar zijn ingelicht. Maartje voelt zich aan de kant gezet en besluit haar koffers te pakken op de boot en te vertrekken. Ze krijgt echter onverwachts bezoek van Achmatov. Maartje is er ernstig aan toe en dreigt hierdoor haar baby te verliezen... |                       |                       |                    |               |             |
| 14 | Girlz                 | Annemarie van de Mond | Michael Leendertse | 19 april 2015 | 651.000     |
| Na een worsteling van Maartje en Achmatov krijgt Theo slecht nieuws te horen over hun kindje. Willem probeert Theo te bereiken en wil weten hoe het is afgelopen met Maartje en haar toekomstige baby. Als blijkt dat Robert Kamp niet te vertrouwen is, proberen Theo en Willem hem op te sporen via de zender die Theo heeft geplaatst in de koffer met het geld. Dit spoor leidt naar een hotelkamer, waar ze worden verrast door een van de ontvoerders van Tessa. Theo en Willem achtervolgen deze crimineel en komen uit bij een vakantiepark waar ze vrouwenhandelaren tegen het lijf lopen. Willem schakelt zijn Amsterdamse collega Sam de Koning in om genoeg bewijs te verzamelen om deze vrouwenhandelaren te kunnen oppakken. |                       |                       |                    |               |             |
| 15 | Tappen                | Annemarie van de Mond | Michael Leendertse | 26 april 2015 | 587.000     |
| Theo en Willem willen er achter zien te komen wat OVJ David de Maas te verbergen heeft en luisteren hem af via een zender. Op de verjaardag van OVJ de Maas plaatst Willem een zender in een schilderij dat De Maas krijgt voor zijn verjaardag. Theo kan het gesprek van de Maas en Roxy horen via de zender. Daarna gaan Sam, Willem en Theo achter Guy Moliers aan en plaatsen een zender onder een tafel zodat ze het gesprek tussen Moliers en De Maas kunnen afluisteren. Theo doet een schokkende ontdekking als hij Maartje haar stem hoort... |                       |                       |                    |               |             |
| 16 | Femke fatale          | Annemarie van de Mond | Michael Leendertse | 3 mei 2015    | 569.000     |
| Theo komt oog in oog te staan met Guy Moliers en blijkt hem nog te kennen van vroeger. Hem wordt gevraagd als undercover aan het werk te gaan bij de bende van Moliers. Ondertussen wil Willem samen met Sam achter de ontvoerders van Tessa aan gaan en bewijs vinden om Thomas Mertens langer vast te houden. Als Theo samen met zijn vader de tankwagens rijdt naar de plek van Guy Moliers, blijkt hij niet meer nodig te zijn. Thomas Mertens is inmiddels weer op vrije voeten. Moliers is erachter gekomen dat Femke eigenlijk Maartje heet en de vriendin van Theo blijkt te zijn. |                       |                       |                    |               |             |
| 17 | Scombrus              | Annemarie van de Mond | Michael Leendertse | 10 mei 2015   | 698.000     |
| Moliers laat Maartje weten dat hij weet dat ze een fake naam heeft bedacht en dat ze zwanger is geraakt door Theo Kamp en hij wordt daarna door Maartje onder schot gehouden. Ook komt uit dat Roxy eigenlijk Esther de Boer heet en dat zij haar vader en moeder zoekt. Robert krijgt opdracht van Moliers om Esther te ontvoeren en hij wil een verklaring dat David de Maas meisjes van 15 gebruikt. Nadat Moliers, Thomas en Robert de laatste tankwagens hebben volgeladen, krijgen ze door dat Robert Kamp een informant is; dit leidt tot een bloedbad. |                       |                       |                    |               |             |
| 18 | Kinderspel            | Marc Willard          | Michael Leendertse | 17 mei 2015   | 702.000     |
| Het hele politieteam is nog steeds op zoek naar topcrimineel Guy Moliers en Theo heeft een plan bedacht om hem te vinden door naar zijn penthouse te gaan. Theo dacht daar Maartje te vinden, maar komt uiteindelijk in een levensgevaarlijke positie terecht waar hij vastgebonden zit aan een stoel in een leegstaande loods. Theo ziet daar Maartje samen met Moliers en ze doet net alsof ze een relatie heeft met hem door daarna Theo te ondervragen over wat hij van plan was. Willem en Sam moeten alles op alles zetten om Guy Moliers achter te tralies te krijgen en het leven van Theo te redden. |                       |                       |                    |               |             |
| 19 | Barbapapa             | Marc Willard          | Michael Leendertse | 24 mei 2015   | 546.000     |
| Onverwacht wordt het nieuws wordt naar buiten gebracht dat Guy Moliers om het leven is gekomen bij een liquidatie door rechercheur Mulder en blijft de vraag waarom hij dit heeft gedaan. Neelie van Leeuwen bereidt samen met Theo, Willem en Sam een plan voor om De Diplomaat uit de tent te lokken. Er moeten een groot risico worden genomen om topcrimineel Razinsky vrij te krijgen en te zorgen dat hij meewerkt aan een lokaas-operatie. De vraag blijft of Neelie van Leeuwen wel te vertrouwen is en Razinsky zal meewerken aan het plan. Als Robert Kamp samen met Arthur naar het huis van Sam gaat om dia's op te halen schiet Robert Arthur en Sam dood.                                                                    |                       |                       |                    |               |             |
| 20 | Daarheen leidt de weg | Marc Willard          | Michael Leendertse | 31 mei 2015   | 614.000     |
| Robert Kamp probeert de moord op de twee rechercheurs Sam de Koning en Arthur Mulder in de schoenen te schuiven van Willem Niessen. Theo gaat op bezoek bij Maartje in de gevangenis en neemt nog persoonlijk afscheid van haar. Neelie van Leeuwen houdt Willem onder schot en kan hierbij haar niet meer vertrouwen. Theo en zijn vader Robert komen oog in oog te staan waarbij ze elkaar niet meer kunnen vertrouwen. Robert wil een team vormen met zijn zoon. |                       |                       |                    |               |             |

### Seizoen 3: afl. 21 t/m 30 (2017)
| Afl. | Titel                   | Regisseur        | Schrijver(s)                                                                       | Datum            | Kijkcijfers |
| --- | ----------------------- | ---------------- | ---------------------------------------------------------------------------------- | ---------------- | ----------- |
| 21 | Grensgevalletje         | Willem Gerritsen | Michael Leendertse, Winchester McFly, Dennis van de Ven & Jeroen van Koningsbrugge | 22 januari 2017  | 578.000     |
| Een aantal jaren later keert Theo Kamp weer terug naar Tilburg om Willem Niessen te helpen met een zaak. Willem is ondertussen gescheiden van Angela en woont nu alleen in Tilburg en krijgt onverwachts bezoek van Maartje. Hij zit weer op zijn oude plek onder leiding van teamchef Marcel Verweij. Willem krijgt te maken met zijn Brabantse collega Tjebbo Leeksma en onderzoekjournaliste Laura den Dooyer.                                  |                         |                  |                                                                                    |                  |             |
| 22 | Gibt es probleme?       | Willem Gerritsen | Michael Leendertse, Winchester McFly, Dennis van de Ven & Jeroen van Koningsbrugge | 29 januari 2017  | 518.000     |
| Nu Theo terug is, duikt hij fanatiek in de zaak rond de mensensmokkelaars. Willem maakt zich echter grote zorgen om zijn partner. Theo heeft dingen overgehouden aan zijn undercovertijd, die hun werk gevaarlijk in de weg beginnen te zitten. |                         |                  |                                                                                    |                  |             |
| 23 | God Only Knows          | Willem Gerritsen | Michael Leendertse, Winchester McFly, Dennis van de Ven & Jeroen van Koningsbrugge | 5 februari 2017  | 537.000     |
| Theo en Willem ontdekken een onverwachte connectie tussen de twee criminele families. Ze proberen hun tegenstanders hiermee onder druk te zetten, maar ontketenen onbedoeld een bendeoorlog met levensgevaarlijke gevolgen. |                         |                  |                                                                                    |                  |             |
| 24 | In het land der blinden | Willem Gerritsen | Michael Leendertse, Winchester McFly, Dennis van de Ven & Jeroen van Koningsbrugge | 12 februari 2017 | 433.000     |
| De paranoia van Theo begint intussen steeds hoger op te lopen en Willem vraagt zich af: is Theo Kamp nog steeds in staat om te werken, of is hij compleet aan het doordraaien? |                         |                  |                                                                                    |                  |             |
| 25 | Die Qual der Wahl       | Marc Willard     | Michael Leendertse, Winchester McFly, Dennis van de Ven & Jeroen van Koningsbrugge | 19 februari 2017 | 403.000     |
| Theo verdenkt de Duitse handelaar in chemische toiletten ervan een handlanger te zijn van de diplomaat. Zodra Willem de twee vindt in een verlaten bos probeert Theo Willem wanhopig van zijn verhaal te overtuigen. Bij Willem rijst de vraag of Theo niet een onschuldig iemand vasthoudt. Heeft Theo ze wel allemaal op een rijtje? |                         |                  |                                                                                    |                  |             |
| 26 | In Excelsis Theo        | Marc Willard     | Michael Leendertse, Winchester McFly, Dennis van de Ven & Jeroen van Koningsbrugge | 5 maart 2017     | 321.000     |
| Nadat zelfs Willem Theo's theorie over de diplomaat in twijfel heeft getrokken besluit Theo in therapie te gaan in een klooster. Tjebbo en Willem jagen, ieder op een geheel eigen wijze, op het tweede transport met terroristen. Ondertussen blijkt het klooster toch niet de beste plek voor Theo om tot rust te komen. |                         |                  |                                                                                    |                  |             |
| 27 | Beer op de weg          | Marc Willard     | Michael Leendertse, Winchester McFly, Dennis van de Ven & Jeroen van Koningsbrugge | 12 maart 2017    | 311.000     |
| Malik probeert te achterhalen wanneer de terroristen een aanslag gaan plegen. Theo en Willem verhoren intussen Frans Redelmacher, in de hoop dat hij hen vertelt wie De Diplomaat echt is. Wat ze niet weten is dat De Diplomaat in Tilburg verblijft en Theo en Willem allang in het vizier heeft... |                         |                  |                                                                                    |                  |             |
| 28 | De dag die je wist...   | Marc Willard     | Michael Leendertse, Winchester McFly, Dennis van de Ven & Jeroen van Koningsbrugge | 19 maart 2017    | 345.000     |
| Het is chaos, de dag van de aanslag! Theo en Willem moeten alle zeilen bijzetten om controle over de situatie te krijgen. |                         |                  |                                                                                    |                  |             |
| 29 | Dit is Brabant!         | Ruud Schuurman   | Michael Leendertse, Winchester McFly, Dennis van de Ven & Jeroen van Koningsbrugge | 26 maart 2017    | 439.000     |
| De Diplomaat staat op het punt om de macht te grijpen. Theo en Willem proberen hem te stoppen maar worden dan zelf hoofdverdachten van de aanslagen. De internationale politiediensten sluiten Brabant hermetisch af en beginnen een klopjacht op ons duo. Theo Kamp en Willem Niessen zijn vanaf nu de meest gezochten mannen in Europa. |                         |                  |                                                                                    |                  |             |
| 30 | Over de grens           | Ruud Schuurman   | Michael Leendertse, Winchester McFly, Dennis van de Ven & Jeroen van Koningsbrugge | 2 april 2017     | 398.000     |
| Opgejaagd door de politiediensten, proberen Theo en Willem te vluchten naar Duitsland. Daar woont iemand die hen kan helpen om De Diplomaat uit zijn tent te lokken, voordat deze de macht grijpt. De grenzen zijn echter gesloten en in heel Europa wordt er nu naar Theo en Willem gezocht. Uiteindelijk komen Theo en Willem recht tegenover De Diplomaat te staan en blijkt hun grootste vijand nog een laatste verrassing in petto te hebben. |                         |                  |                                                                                    |                  |             |

### Seizoen 4: afl. 31 t/m 40 (2018)
| Afl. | Titel                           | Regisseur                | Schrijver(s)                                                                     | Datum            | Kijkcijfers |
| --- | ------------------------------- | ------------------------ | -------------------------------------------------------------------------------- | ---------------- | ----------- |
| 31 | Gehacktdag                      | Marc Willard             | Michael Leendertse, Joost Reijmers, Dennis van de Ven & Jeroen van Koningsbrugge | 14 januari 2018  | 841.000     |
| De rust in Tilburg lijkt weer teruggekeerd. Maar nog voordat Willem gewend is aan zijn nieuwe functie raakt hij samen met Theo verwikkeld in een zaak, waarbij criminelen op de lijst van de Diplomaat worden vermoord. De mysterieuze moordenaar neemt contact op met Theo en Willem.                                                                                                 |                                 |                          |                                                                                  |                  |             |
| 32 | Doppie, doppie, doppie          | Marc Willard             | Michael Leendertse, Joost Reijmers, Dennis van de Ven & Jeroen van Koningsbrugge | 21 januari 2018  | 554.000     |
| Willem en Theo moeten Geer Bakkes, een bekende gigant in vriescellen in de regio, zien te beschermen tegen een moordenaar, die Bakkes slechts 48 uur de tijd geeft 'een grote misdaad' te bekennen. Alleen beweert Bakkes niets op zijn kerfstok te hebben... Terwijl team Tilburg de identiteit van de moordenaar probeert te achterhalen, heeft Harold andere dingen aan zijn hoofd. |                                 |                          |                                                                                  |                  |             |
| 33 | #derechterrules                 | Marc Willard             | Michael Leendertse, Joost Reijmers, Dennis van de Ven & Jeroen van Koningsbrugge | 28 januari 2018  | 622.000     |
| Tot frustratie van Willem en Theo lukt het maar niet de identiteit van de seriemoordenaar te achterhalen. Die geeft ze de opdracht om een steenrijke farmaceut binnen 48 uur te ontmaskeren als kindermoordenaar. Maartje en Laura proberen via hun mannen een scoop te krijgen, maar dat blijkt moeilijker dan gedacht.                                                               |                                 |                          |                                                                                  |                  |             |
| 34 | Dat zei mijn vrouw vannacht ook | Marc Willard             | Michael Leendertse, Joost Reijmers, Dennis van de Ven & Jeroen van Koningsbrugge | 4 februari 2018  | 894.000     |
| Blok blijft graven in het verleden van Theo en doet alles om achter zijn donkerste geheim te komen. Ondertussen moet team Tilburg een corrupte advocaat uit handen van de moordenaar zien te redden. Dit leidt tot een bloedstollend gevecht waarin Willem, Theo en Harold oog in oog komen te staan met de moordenaar.                                                                |                                 |                          |                                                                                  |                  |             |
| 35 | Waar rook is...                 | Jeroen van Koningsbrugge | Michael Leendertse, Joost Reijmers, Dennis van de Ven & Jeroen van Koningsbrugge | 11 februari 2018 | 784.000     |
| Harold ontdekt een oude zaak die Theo en Willem verder helpt bij hun zoektocht naar de seriemoordenaar. Als reactie daarop maakt de seriemoordenaar het wel erg persoonlijk voor Willem. Blok voert de druk op het team verder op en doet werkelijk alles om Theo van de zaak te krijgen.                                                                                              |                                 |                          |                                                                                  |                  |             |
| 36 | Wie een kuil graaft...          | Jeroen van Koningsbrugge | Michael Leendertse, Joost Reijmers, Dennis van de Ven & Jeroen van Koningsbrugge | 18 februari 2018 | 766.000     |
| De seriemoordenaar probeert Willem verder in het nauw te drijven door achter een jeugdvriend van hem aan te gaan. Door hun pijnlijke verleden komt Willem echter voor een groot dilemma te staan als de seriemoordenaar zijn vriend verder in het vizier krijgt. |                                 |                          |                                                                                  |                  |             |
| 37 | Handpop                         | Jeroen van Koningsbrugge | Michael Leendertse, Joost Reijmers, Dennis van de Ven & Jeroen van Koningsbrugge | 25 februari 2018 | 688.000     |
| Een wel erg gespannen man komt de studio van TV Brabant binnen en eist een gesprek met Theo in Dossier Den Dooier. Wanneer Theo in de studio is aangekomen wordt tot angst van team Tilburg al snel duidelijk waar dit interview om draait. |                                 |                          |                                                                                  |                  |             |
| 38 | The truth is like poetry        | Marc Willard             | Michael Leendertse, Joost Reijmers, Dennis van de Ven & Jeroen van Koningsbrugge | 4 maart 2018     | 834.000     |
| Theo en Willem moeten politicus en dierenvriend Ben Dolmans zien te redden uit handen van de seriemoordenaar. De politicus die altijd oproept tot referenda krijgt een wel heel zuur koekje van eigen deeg. Ondertussen doet Blok werkelijk alles om Theo en Willem van de zaak te krijgen.                                                                                            |                                 |                          |                                                                                  |                  |             |
| 39 | Allemaal corrupt                | Marc Willard             | Michael Leendertse, Joost Reijmers, Dennis van de Ven & Jeroen van Koningsbrugge | 11 maart 2018    | 798.000     |
| Laura en Maartje zijn in groot gevaar en Theo en Willem moeten in een race tegen de klok hun vrouwen in veiligheid zien te brengen. Melin ontdekt langzaam de waarheid achter het handelen van Mitch en dit komt hem duur te staan. Ook Lotte heeft iets op te biechten. |                                 |                          |                                                                                  |                  |             |
| 40 | Een laatste dagje samen uit     | Marc Willard             | Michael Leendertse, Joost Reijmers, Dennis van de Ven & Jeroen van Koningsbrugge | 18 maart 2018    | 671.000     |
| Omdat Theo en Willem geen idee hebben waar Maartje en Laura zijn, heeft Melin team Tilburg totaal in haar macht. Met heel Nederland als publiek, speelt Melin een levensgevaarlijk spel. Voor Theo en Willem lijkt hier geen enkele kans op winst meer. |                                 |                          |                                                                                  |                  |             |

### Seizoen 5: afl. 41 t/m 43 (2020)
| Afl. | Titel                    | Regisseur    | Schrijver(s)                                                                     | Online uitzending | Lineaire uitzending | Kijkcijfers |
| --- | ------------------------ | ------------ | -------------------------------------------------------------------------------- | ----------------- | ------------------- | ----------- |
| 41 | Koud Kunstje             | Marc Willard | Joost Reijmers, Dennis van de Ven, Michael Leendertse & Jeroen van Koningsbrugge | 15 december 2019  | 19 januari 2020     | 428.000     |
| Een golf van misdaad teistert Tilburg. Om hier aandacht voor te vragen organiseert Willem een stiptheidsactie. Maar of dit nou wel zo'n goed idee is? |                          |              |                                                                                  |                   |                     |             |
| 42 | Cowboys of the Caribbean | Marc Willard | Joost Reijmers, Dennis van de Ven, Michael Leendertse & Jeroen van Koningsbrugge | 15 december 2019  | 26 januari 2020     | 423.000     |
| Een kroongetuige leidt Willem en Theo in de zoektocht naar het schilderij naar Bonaire. Het wordt allesbehalve een rustige vakantietrip.              |                          |              |                                                                                  |                   |                     |             |
| 43 | Blijf bij me             | Marc Willard | Joost Reijmers, Dennis van de Ven, Michael Leendertse & Jeroen van Koningsbrugge | 15 december 2019  | 2 februari 2020     | 358.000     |
| Met de terugkomst van het schilderij in Tilburg lijkt de zaak opgelost. Daar denken Willem en Theo anders over.                                       |                          |              |                                                                                  |                   |                     |             |

3 op Reis ·
Afkicken ·
De allerslechtste echtgenoot van Nederland ·
Atletico Ananas ·
AVRO's Sterrenslag ·
Baby te huur ·
De Badgasten ·
De beste ·
Bitches ·
Bloed, Zweet en Luxeproblemen ·
Break Free · 
Cash Cab ·
Comedy Live ·
Costa! ·
Crazy 88 ·
Dennis en Valerio vs de rest ·
Dennis vs Valerio ·
Doe Maar Normaal ·
Egoland ·
Feuten ·
Finals ·
Floortje en de ambassadeurs · 
Floortje naar het einde van de wereld ·
Get Smarter in a Week ·
Golden Oldies ·
De Grote Donorshow ·
Hey DJ ·
Je zal het maar hebben ·
Je zal het maar zijn ·
Kannibalen ·
Katja vs Bridget ·
Katja vs De Rest ·
Kebab TV ·
De Klimaatpolitie ·
Lama gezocht ·
De Lama's ·
Lijst 0 ·
Loverboys ·
MaDiWoDoVrijdagshow ·
De Man met de Hamer ·
Mystery Party ·
De Nationale Eettest ·
De Nationale IQ Test ·
Neuken doe je zo! ·
De Nieuwste Show ·
Nu we er toch zijn ·
Onderweg naar Morgen ·
Over Mijn Lijk ·
Ranking the Stars ·
Rat van Fortuin ·
Ruben vs Geraldine ·
Ruben vs Katja ·
Ruben vs Sophie ·
Het schnitzelparadijs ·
De School ·
De slechtste chauffeur van Nederland ·
Sluipschutters ·
Smeris ·
De Social Club ·
Spuiten en Slikken ·
De Stalkshow ·
StartUp ·
Sterretje Gezocht ·
Stop in the Name of Love ·
Tessa ·
Tequila ·
Top of the Pops ·
Try Before You Die ·
Van God Los ·
Vier handen op één buik ·
VOC ·
Vrijdag op Maandag ·
Waar kan ik je 's nachts voor wakker maken? ·
Walhalla ·
Weg met BNN ·
De Zeven Zeeën